# Ополяне

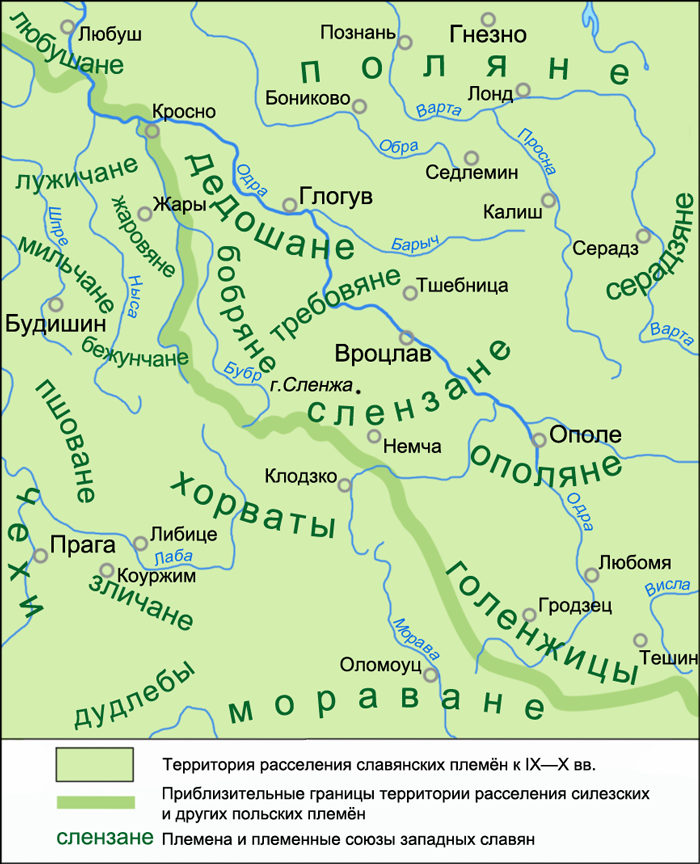
Ополяне на карте славянских племён Силезии в IX—X веках

Ополяне — славянское племя, одно из племён западных славян. Они жили в верховьях Одера, а главной крепостью было Ополе. Упоминается в середине X века в так называемом Баварском географе.
Они жили среди нескольких других племен — слензан, дедошан, бобрян, голенжицей.
В соответствии с «Баварским географом», они владели 20 городами в Верхней Силезии. Считается, что возможным местом поклонения богам у этого племени могла быть гора Святой Анны.
Название «Ополяне» происходит от славянского слова «Ополе», что означало одну из форм правления в городище (От названия племени ополян происходит город — Ополе). «Ополе» состояло из 10 человек — старейшин племен, которые управляли крепостью.